# Теодорув (гміна Бендкув)
Теодорув (пол. Teodorów) — село в Польщі, у гміні Бендкув Томашовського повіту Лодзинського воєводства.
Населення — 132 особи (2011).
У 1975-1998 роках село належало до Пйотрковського воєводства.

## Демографія
Демографічна структура станом на 31 березня 2011 року:
|          | Загалом | Допрацездатний вік | Працездатний вік | Постпрацездатний вік |
| -------- | ------- | ------------------ | ---------------- | -------------------- |
| Чоловіки | 64      | 13                 | 45               | 6                    |
| Жінки    | 68      | 15                 | 36               | 17                   |
| Разом    | 132     | 28                 | 81               | 23                   |